# Christine Adams
Christine Adams (Brentwood, 1974. augusztus 15. –) brit színésznő és modell.
Legismertebb alakítása Lynn Pierce a Fekete Villám című sorozatban. A The Whole Truth című sorozatban is szerepelt.

## Fiatalkora
1974. augusztus 15-én Brentwoodban született, és Northamptonban nőtt fel. A Middlesex Egyetemen tanult.

## Pályafutása
2010-ben szerepelt a Tron: Örökség című filmben. 2010 és 2011 között a The Whole Truth című sorozatban volt főszereplő. 2014 és 2015 között A S.H.I.E.L.D. ügynökei című sorozat első két évadának mellékszereplője volt. 2018 és 2021 között a Fekete Villám című sorozatban szerepelt, mint Lynn Pierce.

## Magánélete
2012-től Atlantában él férjével és lányaival.

## Filmográfia

### Filmek
| Év   | Magyar cím                  | Eredeti cím                     | Szerep                | Magyar hang   |
| ---- | --------------------------- | ------------------------------- | --------------------- | ------------- |
| 1999 | A világ nem elég            | The World Is Not Enough         | lány a kaszinóban     |               |
| 2001 |                             | Willows                         | nő                    |               |
| 2004 |                             | (Past Present Future) Imperfect | Chrissie              |               |
| 2005 | Terror a tenger alatt       | Submerged                       | Dr. Susan Chappell    | Haumann Petra |
| 2005 | Batman: Kezdődik!           | Batman Begins                   | Jessica               |               |
| 2006 | A delfinek nyelvén          | Eye of the Dolphin              | Tamika                | Peller Anna   |
| 2008 |                             | Green Flash                     | Sophie                |               |
| 2010 | A delfin nyomában           | Beneath the Blue                | Tamika                | Hámori Eszter |
| 2010 | Tron: Örökség               | Tron: Legacy                    | Claire Atkinson       |               |
| 2011 | A tetovált lány             | The Girl with the Dragon Tattoo | Barbados TV riportere |               |
| 2015 |                             | Bad Blood                       | Tommy Bates           |               |
| 2018 |                             | Profile                         | Vick                  |               |
| 2018 |                             | Spare Room                      | Eva Rae               |               |
| 2021 | Gonosz csoda                | The Unholy                      | Monica Slade          |               |
| 2022 | Felszállás – Veled a Marsra | Moonshot                        | Jan                   |               |
| 2024 | Csábító leckék              | Miller's Girl                   | Joyce Manor           | Pálmai Anna   |

### Televíziós szerepek
| Év         | Magyar cím                 | Eredeti cím                   | Szerep                         | Megjegyzések                                 |
| ---------- | -------------------------- | ----------------------------- | ------------------------------ | -------------------------------------------- |
| 2000       |                            | Where There's Smoke           | Sandra                         | tévéfilm                                     |
| 2001       |                            | EastEnders                    | P.C.                           | 1 epizód                                     |
| 2002       |                            | In Deep                       | Michelle                       | 1 epizód                                     |
| 2002       | Doktorok                   | Doctors                       | Amanda Caiton                  | 1 epizód                                     |
| 2002       | Az én kis családom         | My Family                     | Alicia                         | 1 epizód                                     |
| 2002, 2006 |                            | Casualty                      | Melanie Phillips, Lou Clark    | 2 epizód                                     |
| 2003       |                            | Murder in Mind                | Chloe                          | 1 epizód                                     |
| 2003       | A negyedik X               | Fortysomething                | 30something                    | 1 epizód                                     |
| 2003       | Csillagkapu                | Stargate SG-1                 | Mala                           | 1 epizód                                     |
| 2004       |                            | NY-LON                        | Katherine Williams Osgood      | főszereplő                                   |
| 2005       | Ki vagy, doki?             | Doctor Who                    | Cathica                        | 1 epizód                                     |
| 2005       |                            | Love Soup                     | Vanessa                        | 1 epizód                                     |
| 2006       |                            | Hustle                        | Nigella                        | 1 epizód                                     |
| 2006       |                            | Home Again                    | Kym                            | főszereplő                                   |
| 2007       | A színfalak mögött         | Studio 60 on the Sunset Strip | Stefanie                       | 1 epizód                                     |
| 2007       | Az utazó                   | Journeyman                    | Georgina Conrad                | 1 epizód                                     |
| 2007–2009  | Halottnak a csók           | Pushing Daisies               | Simone Hundin                  | 3 epizód                                     |
| 2009       | Hazudj, ha tudsz!          | Lie to Me                     | Farida Mugisha                 | 1 epizód                                     |
| 2009       | Hősök                      | Heroes                        | Dr. Madeline Gibson            | 1 epizód                                     |
| 2010       | CSI: Miami helyszínelők    | CSI: Miami                    | Nancy Thurman                  | 1 epizód                                     |
| 2010       | Kés/Alatt                  | Nip/Tuck                      | Dr. Sarah Kwinda               | 1 epizód                                     |
| 2010–2011  |                            | The Whole Truth               | Lena Boudreaux                 | főszereplő                                   |
| 2011       | Terra Nova – Az új világ   | Terra Nova                    | Mira                           | főszereplő magyar hangja Bertalan Ágnes      |
| 2014–2015  | A S.H.I.E.L.D. ügynökei    | Agents of S.H.I.E.L.D.        | Anne Weaver                    | mellékszereplő magyar hangja Nádasi Veronika |
| 2014       | Legends – Beépülve         | Legends                       | Hani Jibril                    | 2 epizód                                     |
| 2014–2015  | A mentalista               | The Mentalist                 | Lena Abbott                    | 3 epizód                                     |
| 2015       | Castle                     | Castle                        | Dr. Barbara Lillstrom          | 1 epizód                                     |
| 2016       |                            | Pure Genius                   | Giselle Overman                | 1 epizód                                     |
| 2016       |                            | Feed the Beast                | Rie Moran                      | főszereplő                                   |
| 2018–2021  | Fekete Villám              | Black Lightning               | Dr. Lynn Stewart / Lynn Pierce | főszereplő                                   |
| 2018       | Képmás                     | Counterpart                   | Cara                           | 3 epizód                                     |
| 2019       | Love, Death & Robots       | Love, Death & Robots          | Ivrina (hangja)                | 1 epizód magyar hangja Köves Dóra            |
| 2021       | Castlevania – Démonkastély | Castlevania                   | Alkimista (hangja)             | 2 epizód                                     |
| 2021       |                            | Ordinary Joe                  | Regina Diaz                    | mellékszereplő                               |
| 2023       | A Mandalóri                | The Mandalorian               | Shuggoth (hangja)              | 1 epizód magyar hangja Peller Anna           |
| 2023       | Az eltérített járat        | Hijack                        | Marsha Smith-Nelson            | főszereplő                                   |
| 2024       |                            | Dinner with the Parents       | Susan Spiegel                  | 2 epizód                                     |